# Passy-sur-Marne
 Passy-sur-Marne  là một xã ở tỉnh Aisne, vùng Hauts-de-France thuộc miền bắc nước Pháp.